# Giuseppe Pellegrini
Giuseppe Pellegrini (ur. 10 listopada 1953 w Monteforte d’Alpone) – włoski duchowny katolicki, biskup Concordii-Pordenone od 2011.

## Życiorys
Święcenia kapłańskie otrzymał 2 czerwca 1979 i został inkardynowany do diecezji Werony. Był m.in. wykładowcą socjologii na werońskich uczelniach, krajowym dyrektorem Papieskich Dzieł Misyjnych oraz wikariuszem generalnym diecezji.
25 lutego 2011 papież Benedykt XVI mianował go ordynariuszem diecezji Concordia-Pordenone. Sakry biskupiej udzielił mu biskup Werony - Giuseppe Zenti.